# مقالة (أدب)
المقالة نوع من الأدب، هي قطعة إنشائية، ذات طول معتدل تُكتب نثراً، وتهتمُّ بالمظاهر الخارجية للموضوع بطريقة سهلةٍ سريعة، ولا تعنى إلا بالناحية التي تمسُّ الكاتب عن قرب. رأى النور في عصر النهضة الأوروبية، واتخذ مفهومه من محاولات التي أطلق عليها اسم Essais، و«الفصل» (صيد الخاطر) كما عرفه العرب أقدم رائد للمقالة في الآداب العالمية، ذلك أن الفصل في الأدب العربي قد ظهر قبل ظهور مقالات مونتاني إمام هذا الفن غير مدافع بين الأوروبيين، فقد ظهر فن المقالة لأول مرة في فرنسا سنة 1571م، ثم ظهر بعد ذلك ببضع عشرة سنة في كتابات فرانسيس بيكون، ثم أصبحت المقالة منذ ذلك الحين فناً إنجليزياً شائعاً بين قراء الإنجليزية مع سبق الفرنسيين إليه.

## مفهوم المقالة
يقول مونتاني في مقدمة كتابه (محاولات أو تجارب):
يتضح في مقدمة كتاب ابن الجوزي صيد الخاطر إنما كتب هذه الفصول ليسجّل فيها خواطره التي أثارتها تجاربه وعلاقاته مع الأشياء. وهذه الخواطر ليست وليدة البحث والدرس العميق وإنما هي خواطر آنية تولد وتزول سريعاً إنْ لم تُدوّن لهذا سعى إلى تدوينها في هذا الكتاب وسمّاه (صيد الخاطر) كما سمّى فيما بعد أحمد أمين أشهر كتاب في المقالة الأدبية في الأدب العربي الحديث (فيض الخاطر) وهذا يعني أنَّ مفهوم ابن الجوزي لفصول كتابه قريب من مفهوم مونتاني لفصوله فهو جسّد فيها خواطره معلّقاً على هذا القول أو ذاك ومصوراً تجارب نفسه وعيوبها وما توصل إليه من أفكار تتعلق بالدين والحياة والمجتمع.
يقول ابن الجوزي في مقدمة (صيد الخاطر):

## عناصر المقالة
للمقال ثلاثة عناصر المادة والأسلوب والخطة.
- الخطة: وهي مقدمة، وعرض، وخاتمة.
- المادة: مجموعة الأفكار، والآراء، والحقائق، والمعارف والنظريات، والتأملات، والتصورات، والمشاهد، والتجارب والأحاسيس، والمشاعر، والخبرات التي تنطوي عليها المقالة.

ويجب أن تكون المادة واضحة، لا لبس فيها ولا غموض، وأن تكون صحيحة بعيدة عن التناقض بين المقدمات والنتائج، فيها من العمق ما يجتذب القارئ، وفيها من التركيز ما لا يجعل من قراءتها هدراً للوقت، وفيها وفاء بالغرض، بحيث لا يُصاب قارئها بخيبة أمل، وأن يكون فيها من الطرافة والجدة بحيث تبتعد عن الهزيل من الرأي، والشائع من المعرفة، والسوقي من الفكر، وفيها من الإمتاع، بحيث تكون مطالعتها ترويحاً للنفس، وليس عبئاً عليها.
- الأسلوب : هو الصياغة اللغوية والأدبية لمادة المقالة أو هو القالب الأدبي الذي تُصَبُّ فيه أفكارها،

ومع أن الكتَّاب تختلف أساليبهم، بحسب تنوع ثقافاتهم، وتباين أمزجتهم، وتعدد طرائق تفكيرهم، وتفاوتهم في قدراتهم التعبيرية، وأساليبهم التصويرية، ومع ذلك فلا بد من حدٍّ أدنى من الخصائص الأسلوبية، حتى يصح انتماء المقالة إلى فنون الأدب.
فلا بد في أسلوب المقالة من الوضوح لقصد الإفهام، والقوة لقصد التأثير، والجمال لقصد الإمتاع.
فالوضوح في التفكير يفضي إلى الوضوح في التعبير، ومعرفة الفروق الدقيقة، بين المترادفات، ثم استعمال الكلمة ذات المعنى الدقيق في مكانها المناسب، سبب من أسباب وضوح التعبير ودقته (لمح ـ لاح ـ حدَّج ـ حملق ـ شخص ـ رنا ـ استشف ـ استشرف)
ووضوح العلاقات وتحديدها في التراكيب سبب في وضوح التركيب ودقته، فهناك فرق شاسع بين الصياغتين (يُسمح ببيع العلف لفلان ـ يسمح لفلان ببيع العلف).
والإكثار من الطباق يزيد المعنى وضوحاً، وقديماً قالوا: (وبضدها تتميز الأشياء) الحرُّ والقرُّ، والجود والشحُّ، والطيش والحلم واستخدام الصور عامة، والصور البيانية خاصة، يسهم في توضيح المعاني المجردة، مثال ذلك:
"الأدب اليوم عصاً بيد الإنسانية، بها تسير، لا مرود تكحل به عينها. وهو نور براق يفتح الأبصار، وليس حلية ساكنة بديعة تزين الصدور.
- القوة في الأسلوب

والقوة في الأسلوب سبب في قوة التأثير، فقد يسهم الأسلوب في إحداث القناعة، لكن قوة الأسلوب تحدث «موقفاً»
وتأتي قوة الأسلوب من حيوية الأفكار، ودقتها، ومتانة الجمل، وروعتها، وكذلك تسهم في قوة الأسلوب الكلمات الموحية، والعبارات الغنية، والصورة الرائعة، والتقديم والتأخير، والإيجاز والإطناب، والخبر والإنشاء، والتأكيد والإسناد، والفصل والوصل.
- جمال الأسلوب

إذا كان الوضوح من أجل الإفهام، والقوة من أجل التأثير، فالجمال من أجل المتعة الأدبية الخالصة.
وحينما يملك الكاتب الذوق الأدبي المرهف والأذن الموسيقية والقدرات البيانية، يستطيع أن يتحاشى الكلمات الخشنة والجمل المتنافرة، والجرس الرتيب. وحينما يوائم بين الألفاظ والمعاني ويستوحي من خياله الصورة المعبرة، يكون أسلوبه جميلاً.

## تاريخ المقالة
تجمع مراجع التاريخ الأدبي على أن الكاتب الفرنسي ميشيل دي مونتين، هو رائد المقالة الحديثة في الآداب الأوروبية، ولهذا يقسم مؤرخو الأدب تاريخ المقالة على طورين متباينين، يقف مونتين حداً فاصلاً بينهما. والطور الأول هو الذي ظهرت فيه المحاولات المقالية في صورتها البدائية الفجة، حين كان تجارب مضطربة لا يحكمها ضابط ولا يحدها قانون، وذلك قبل أن تتطور إلى صورتها الحديثة حين أخذت طريقها نحو النضج والتكامل، واتخذت لها قالباً أضحى مقرراً معروفاً فغدت فناً من فنون الأدب المعرف بها، كالملحمة والقصيدة الغنائية والمسرحية والقصة والسيرة وما إلى ذلك.
الكاتب الفرنسي مونتين هو أول من كتب المقالة في العالم، في كتابه محاولات الصادر في عام 1585، لكن العالم والأديب البغدادي أبو الفرج بن الجوزي سبق مونتين في كتابة المقالة بعدة قرون في كتابه صيد الخاطر الذي يتضمن قطعاً نثرية قصيرة تدور حول شؤون الحياة والمجتمع والدين وهموم النفس.
غير أن مقالات ابن الجوزي لم تترك أثراً يذكر في الكتاب الذين أتوا من بعده، ولم يشتهر كتابه كثيراً، وعندما ظهرت المقالة في الأدب العربي في منتصف القرن التاسع عشر، كان ظهورها بتأثير المقالة الغربية ولما كان احتكاك مصر ولبنان بالحضارة الغربية قبل احتكاك غيرها من البلدان العربية، صارت الأسبقية للمقالة في أدبيهما ومن ثم النضج من هنا برز في مصر ولبنان كتاب كبار بمقالة أمثال الشيخ محمد عبده وطه حسين والعقاد والمازني وأحمد أمين ومصطفى لطفي المنفلوطي والرافعي وزكي نجيب محمود وجبران خليل جبران وميخائيل نعيمة..إلخ.

### تطورها
ترتبط المقالة ارتباطا وثيقا بعصر النهضة وما واكبها من نشاط فكري وثقافي وسياسي. فقد استدعت الصحافة مع كل عدد جديد عددا من المقالات. وكلما زاد ظهور الصحف اليومية والمجلات زاد الطلب على المقالات مما نشّط حركة الكتابة وفسح المجال لظهور الكتاب. ولنا أن نتصور الدول العربية وقد استفاقت من غفوتها وتشكلت في دول ودويلات، فسارعت في إنشاء الصحف والمجلات وشجعت النابهين على فعل ذلك، فتضخم عددها وعدد الكتاب ولا سيما حين رافق ذلك نشوء مصانع للورق وأدوات الكتابة.
ومن جهة أخرى شهدت المنطقة العربية نشاطا سياسيا وحركات حزبية استدعت الكتاب أن يصطفوا داعين ومؤيدين لأحزابهم وأفكارهم ومقارعين لمناوئيهم وداعين للنهضة ومقاومة المستعمر.
ولا يخفى أثر انتشار التعليم والوعي السياسي والثقافي في البلدان العربية، سواء أكان ذلك بازدياد عدد المدارس أو بالاتصال بالغرب عن طريق البعثات أو الهجرات، مما زاد في تلبية الطلب على الكتاب فنشطت سوق الكتابة في هيئة تفاعلية مضطردة تتمثل بزيادة الكُتاب والقراء.

## أنواع المقالة
المقالة نوعان: المقالة الأدبية أو الذاتية التي تعنى بإبراز شخصية كاتبها وتعتمد الأسلوب الأدبي الذي يشع بالعاطفة ويستند إلى الصور الفنية، والمقالة الموضوعية أو العلمية التي تعنى بتجلية موضوعها بسيطاً وواضحاً وتحرص على التقيد بما يتطلبه الموضوع من منطق في العرض وتقديم المقدمات واستخراج النتائج، لكن كلتيهما تنبع من منبع واحد هو رغبة الكاتب في التعبير عن شيء ما وقد يكون هذا الشيء تأملاته الشخصية في الحياة والناس فيكتب مقالة ذاتية وقد يكون موضوعاً من الموضوعات فيعمد إلى المقالة الموضوعية.